# Lecidea vallicola
Lecidea vallicola är en lavart som beskrevs av H.Magn.. Lecidea vallicola ingår i släktet Lecidea, och familjen Lecideaceae. Arten är reproducerande i Sverige.